# Kościół św. Idziego w Wyszkowie
Kościół pw. Świętego Idziego w Wyszkowie – rzymskokatolicki kościół parafialny należący do dekanatu Wyszków diecezji łomżyńskiej.

## Historia
Obecna świątynia została wzniesiona na miejscu poprzednich kościołów drewnianych, z których to poprzedni pochodził z 1720 roku. Kościół wybudowano w latach 1793–1795. Konsekrował go biskup Onufry Kajetan Szembek w dniu 8 lipca 1798 roku. W 1884 roku dzięki staraniom proboszcza księdza J. Szmejtera zostały dobudowane dwie kaplice: Najświętszego Serca Pana Jezusa i Najświętszej Maryi Panny.
W czasie I wojny światowej budowla została uszkodzona. Ściana kaplicy Najświętszej Maryi Panny została rozbita przez granat artyleryjski w dniu 18 sierpnia 1920 roku. Z okien świątyni wypadły szyby. Wycofujące się wojska bolszewickie zniszczyły dach kościoła. We wrześniu 1939 roku świątynia została zniszczona przez pożar wywołany bombardowaniem miasta. Spłonęło także wyposażenie kościoła, takie jak ambona, chrzcielnica, ławki, konfesjonały, organy. Niezniszczona została kaplica Najświętszej Maryi Panny oraz dwa dębowe konfesjonały. Do zakończenia II wojny światowej właśnie w tej kaplicy były odprawiane nabożeństwa. Władze nie zgodziły się bowiem na remont kościoła.

### Po II wojnie światowej
Dopiero po zakończeniu okupacji parafianie mogli przystąpić do prac przy odbudowie świątyni. Prace były prowadzone najpierw przez księdza proboszcza Leona Goszczyckiego, który starał się wiernie odtworzyć architekturę budowli, a następnie przez administratora parafii księdza Marcelego Molskiego od 1946 roku przez proboszcza księdza Józefa Fydryszewskiego.
W 1959 roku kościół został konsekrowany przez biskupa płockiego Tadeusza Pawła Zakrzewskiego pod pierwotnym wezwaniem św. Idziego.
W 2014 r. decyzją Biskupa Łomżyńskiego kościół uzyskał godność Sanktuarium Św. Idziego